# Dracula: Resurrection
| Mottagande      | Mottagande      |
| Recensionsbetyg | Recensionsbetyg |
| Publikation     | Betyg           |
| --------------- | --------------- |
| IGN             | 8/10            |

Dracula: Resurrection är ett äventyrsspel som baseras på den klassiska legenden om Dracula. Det är från 1999 till Playstation och Windows. Spelaren kontrollerar Jonathan Harker.